# Nậm Chà (sông)
Nậm Chà là một con sông chảy ở huyện Nậm Pồ tỉnh Điện Biên và huyện Nậm Nhùn tỉnh Lai Châu, Việt Nam.
Sông có chiều dài 77 km và diện tích lưu vực là 389 km².

## Dòng chảy
Nậm Chà bắt nguồn từ dãy núi ở biên giới Việt - Lào, tại xã Na Cô Sa huyện Nậm Pồ tỉnh Điện Biên 22°0′6″B 102°32′26″Đ / 22,00167°B 102,54056°Đ.
Sông chảy uốn nhiều khúc với hai hướng chính là đông và đông bắc, qua xã Pa Tần và 2 xã của huyện Mường Nhé là Quảng Lâm và Pá Mỳ .
Tại xã Nậm Chà thuộc huyện Nậm Nhùn, tỉnh Lai Châu nó hợp lưu với dòng Nậm Nhé 22°10′18″B 102°48′14″Đ / 22,17167°B 102,80389°Đ.
Sau đó cũng tại xã này sông đổ vào dòng Nậm Pồ chảy từ phía nam đến 22°5′10″B 102°52′25″Đ / 22,08611°B 102,87361°Đ.
Đoạn sông tiếp theo có tên Nậm Nhạt dài 12 km, chảy theo hướng đông bắc, đi qua bản Nậm Nhạt xã Nậm Chà, đổ vào sông Đà phía tả ngạn, phía thượng lưu Thủy điện Lai Châu cỡ 5 km 22°8′28″B 102°55′22″Đ / 22,14111°B 102,92278°Đ.